# Georg Blaurock
Jörg vom Haus Jacob (Georg Cajacob), almindeligvis kendt som Georg Blaurock (ca. 1491-1529) var sammen med Conrad Grebel og Felix Manz medstifter af De Schweiziske Brødre, en anabaptistisk menighed i Zürich, og således en af anabaptismens grundlæggere.
Georg Blaurock blev født i 1491 i Bonaduz i Schweiz. Han blev teolog ved universitet i Leipzig og var præst i den romerskkatolske kirke til han blev omvendt til den evangeliske anabaptisme. Blaurock have tydeligvis forladt den katolske kirke, inden han kom til Zürich omkring 1524, for han var allerede gift. Selv om han kom for at møde Ulrich Zwingli, fandt han snart sammen med de mere radikale af Zwinglis tilhængere, der insisterede på kun at følge, hvad der var stod i Bibelen. De forkastede messen, billeder og barnedåb. Byrådet fordømte deres holdning, bød dem ophøre med at mødes og beordrede alle udøbte spædbørn døbt inden otte dage. Den 21. januar 1525 mødtes gruppen hemmeligt hjemme hos Felix Manz. Georg Blaurock bad Conrad Grebel om at døbe sig, efter han havde bekendt sin tro på Jesus Kristus. Grebel døbte Blaurock, og Blaurock døbte de andre.
Georg Blaurock arbejdede tæt sammen med Felix Manz, indtil Manz led martyrdøden i Zürich den 5. januar 1527. Samme dag blev Blaurock pryglet og udvist af Zürich. Blaurock rejste nu rundt og arbejdede i bl.a. Bern, Biel og Appenzell. Da han blev arresteret og udvist for fjerde gang, forlod han Schweiz for aldrig mere at vende tilbage.
Han rejste til Tyrol og blev i 1529 præst i Adige-dalen, efter at den tidligere præst var blevet brændt på bålet. Blaurock havde stor succes som præst i Tyrol. Mange blev døbt og kirker grundlagt. I august blev han sammen med Hans Langegger arresteret af myndighederne i Innsbruck og udsat for tortur. Den 6. september 1529 blev han og Langegger brændt på bålet.

Denne artikel er en oversættelse af artiklen George Blaurock på den engelske Wikipedia. 